# Religiosidade popular
Religiosidade popular, religiosidade tradicional ou religião vernacular compreende, de acordo com estudos religiosos e folclorística, várias formas e expressões de religião que são distintas das doutrinas e práticas oficiais da religião organizada. A definição precisa de religião popular varia entre os estudiosos. Às vezes também denominada crença popular, consiste em costumes religiosos étnicos ou regionais sob o guarda-chuva de uma religião; mas fora da doutrina e práticas oficiais. Por exemplo, a religiosidade popular reúne crenças, práticas, rituais, narrativas, símbolos originários de outras fontes que não àquelas aceitas pelas lideranças religiosas, mas sendo por essas lideranças toleradas, embora tidas como errôneas. Já a religião da elite tende a adesão a aspectos formais, abstratos e cioso de ortodoxia.
Em comum, essa religiosidade popular são manifestações locais no seio das grandes religiões mundiais que incorporam elementos de sincretismo, mágica e matizes como a veneração de santos populares, a sacralidade de objetos, divinação, busca de soluções a males cotidianos, rituais de cura e exorcismo do mal. Para Brandão a religiosidade popular recria símbolos, rituais, práticas e crenças da religião erudita, mas com re-significações próprias.

## Cristianismo popular
Cristianismo popular pode ser definido, entre outros termos, como "cristianismo praticado por povos conquistados", o cristianismo vivido pela maioria das pessoas que "surpassam as divisões entre ortodoxia e não-ortodoxia", Cristianismo impactados pelas superstições populares.
O Catolicismo no Brasil possui manifestações de piedade popular como catolicismo rústico desenvolvidas em comunidades rurais que vivem  numa economia de subsistência e baseadas em festas coletivas, danças e rezas, sem a participação de representantes oficiais da Igreja e com forte apelo ao culto de santos e padroeiros.
Especialmente no sertão nordestino há confrarias de penitentes, algumas das quais praticam autoflagelação.